# Jerome Hauer

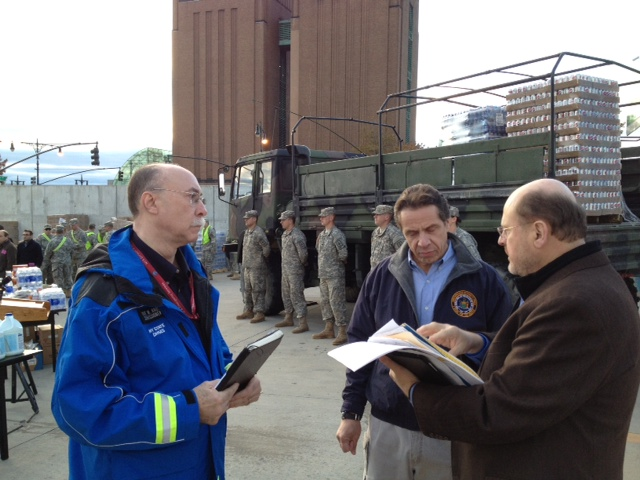
Jerome Hauer (links)

Jerome Hauer (New York, 31 oktober 1951 – Alexandria (Virginia), 11 augustus 2023) was een Amerikaanse anti-terreur- en biowapens-expert. 
Hij was vanaf 1996 hoofd van de instantie die gaat over crisissituaties in New York, het Office of Crisis Management (OCM). In die hoedanigheid nam hij de beslissing om in 7 World Trade Center een crisiscentrum te bouwen. Dit gebouw stortte na de aanslagen in New York op 11 september 2001 in. Op deze dag was hij managing director van Kroll Associates, de firma die zorgdroeg voor de veiligheid van het World Trade Center-complex.

## Functies
Hauer was een crisismanager en anti-terreurexpert, gespecialiseerd in biochemische wapens. Hij werkte bij IBM, maakte enkele bekroonde trainingsvideo's en schreef artikelen over mogelijke biochemische aanslagen door terroristen. Op 9-11 was hij ook actief als veiligheidsadviseur bij het National Institue of Health. In 2005 was hij werkzaam bij EmergentBioSolutions, een Amerikaanse biofarmaceutische multinational. In zijn laatste functie was hij directeur van het Office of Public Health Preparedness.

## Commandocentrum in 7WTC
Hauer was de eerste directeur van het OCM. Deze instantie werd in 1996 in het leven geroepen, toen toenmalig burgemeester Rudolph Giuliani besloot de verantwoordelijkheid voor crisismanagement weg te halen bij het hoofdkwartier van de politie van New York en onder te brengen bij een nieuwe organisatie. Zijn eerste opdracht was een plaats te vinden voor het commandocentrum. Hij koos voor een verdieping van 7 World Trade Centre, naast de Twin Towers, een keuze die toen al vragen opriep, omdat het WTC-complex in 1993 al doelwit van een aanslag was geweest. Hauer verdedigde de keuze en liet het centrum bouwen op de 23ste verdieping. Het centrum kreeg een blast-proof bunker en eigen lucht- en watervoorzieningen en werd opgeleverd in 1999. 

## Commandocentrum op Pier 92
Na de aanslag wordt het commandocentrum van OCM geëvacueerd en een centrum ingericht op Pier 92, aan de westkust van Manhattan, vier kilometer van het WTC. Toevallig zou hier de volgende dag een oefening in crisismanagement na een biochemische aanval worden gehouden, de oefening 'Tripod'. Toenmalig burgemeester Giulinani tegen de 9-11-onderzoekscommissie: 'Het materiaal was al daar, dus we konden daar binnen drie dagen een commandocentrum opzetten'. Na de aanslagen werden na enkele dagen van hieruit de zoek- en reddingsoperaties geleid. 
Hauer overleed thuis aan prostaatkanker.